# Крокодил (геральдика)
Зображення крокодил іноді використовується в геральдиці, особливо часто в тропічних, південних країнах, а також на персональних гербах осіб, подарованих їм за службу в азійських і африканських колоніях та територіях.
Крокодил є негеральдичною фігурою і зображується зазвичай з розкритою пащею. Колір тварини на гербах — зелений, іноді синій. Часто розташовується у верхній частині гербів, над щитом.

## Приклади

Герб Лесото
Герб  Ямайки
Герб міста Нім (Франція)
Герб департаменту Чоко (Колумбія)
Герб зоолога Етьєна Жоффруа Сент-Ілера
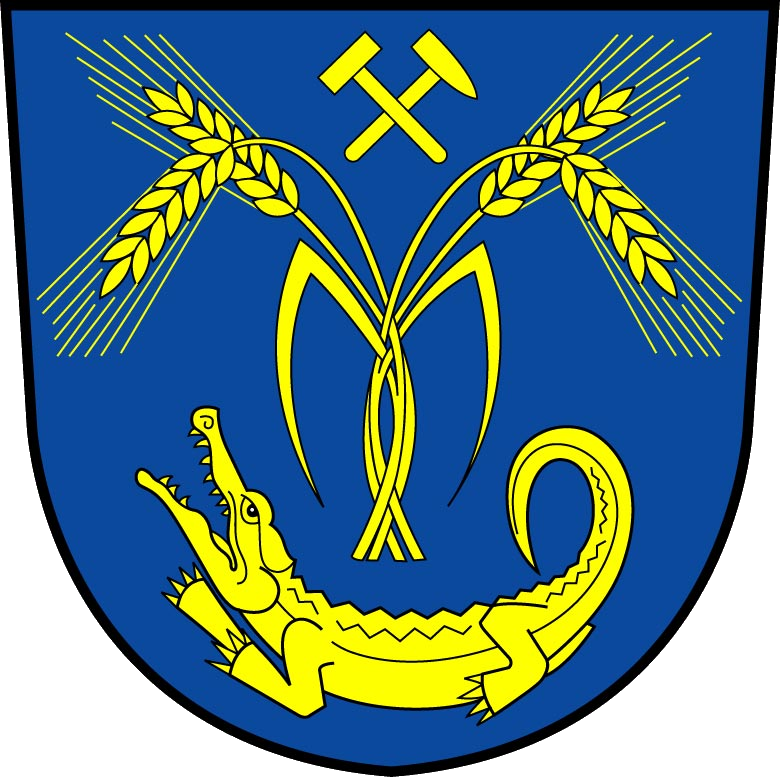
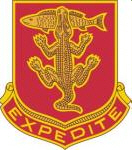